# Gayophytum heterozygum
Gayophytum heterozygum là một loài thực vật có hoa trong họ Anh thảo chiều. Loài này được F.H.Lewis & Szweyk. mô tả khoa học đầu tiên năm 1964.